# Killer Kowalski
Walter E. Kowalski (* 13. Oktober 1926 in Windsor, Ontario als Edward Władysław Spulnik (Namensänderung 1963); † 30. August 2008 in Everett, Massachusetts) war ein kanadischer Wrestler und erfolgreicher Wrestlingtrainer. Als Wrestler nannte er sich Killer Kowalski. Er gehörte zur Pioniergeneration der ersten im Fernsehen ausgestrahlten Wrestlingsendungen und war einer der prominentesten Wrestler der 1950er und 1960er Jahre. 1996 wurde Kowalski in die WWE Hall of Fame aufgenommen.

## Leben
Edward Spulnik war eines von drei Kindern der polnischen Einwanderer Antoni und Maria (Borowska) Spulnik. Nach dem Besuch der Highschool in Windsor schrieb er sich bei der dortigen Assumption University für das Fach Elektrotechnik ein. Parallel dazu arbeitete er mit seinem Vater in einem Autowerk in Detroit, bevor er mit dem Wrestling begann.

### Karriere

#### NWA und AWA
Spulnik wurde von Lou Thesz zum Wrestler ausgebildet und gab sein Debüt im Jahr 1947 zunächst als „Tarzan“ Kowalski. Anfang der 1950er Jahre hielt er mehrere regionale Titel der Organisationen NWA und AWA. Spulnik war mit knapp 2 Meter Körpergröße zu dieser Zeit eine der Ausnahmeerscheinungen in seinem Sport.
Im Januar 1953 bestritt er zusammen mit dem Wrestler Yukon Eric den allerersten in Kanada im Fernsehen ausgestrahlten Wrestlingkampf. Yukon Eric war es auch, der Kowalski zu größerer Bekanntheit verhelfen sollte. 1954 passierte ein Unfall in einem Kampf der beiden, wobei Kowalski seinem Gegner im Zuge eines Knee Drops ein Stück Ohr abriss. Dieser Vorfall unterstrich zwar Spulniks beworbene Gesinnung als brutaler „Bösewicht“, sein Namensattribut „Killer“ wurde jedoch schon vorher gelegentlich von ihm verwendet.

#### WWF
Spulnik kam schließlich zur WWF und wurde zu einem der Hauptgegner für den dortigen Champion Bruno Sammartino. 1963, das Jahr, in dem er seinen Namen zu Walter E. Kowalski änderte, erhielt er dort zusammen mit Gorilla Monsoon den WWF US Tag-Team Titel. Er bestritt zu dieser Zeit auch Kämpfe in Australien und gewann dort einige Titel. 1967 machte er Schlagzeilen, als er von dem Talkshow Gastgeber Don Lane zur Irrealität des Wrestling befragt wurde. Während des Interviews setzte Kowalski seinen Clawhold bei Lane an, was diesen eine Woche außer Gefecht setzte.
Kowalski bestritt bis zu seinem Karriereende über 6.000 Kämpfe und trat dabei zusammen mit den bekanntesten Wrestlern seiner Zeit auf, wie z. B. Buddy Rogers, Gorgeous George, Bruno Sammartino und André the Giant. Kurz vor seinem Karriereende durfte er sich am 11. Mai 1976 zusammen mit dem von ihm ausgebildeten Big John Studd den Gürtel der World Tag Team Championship umschnallen. Sie traten dabei maskiert auf und nannten sich The Executioners.

### Nach dem Wrestling
1977 trat er vom aktiven Wrestling zurück und gründete eine eigene Wrestlingschule. Bis zum Verkauf dieser Schule 2003 trainierte Kowalski dort viele sehr bekannte Wrestler, darunter Perry Saturn, Chyna, A-Train und Triple H.
Auch nach seinem Karriereende bestritt Kowalski noch einige Fernsehauftritte, unter anderem 1982 bei Late Night mit David Letterman, und bekam 1986 eine Rolle in dem surrealistischen Film To a Random von Michael Burlingame. In dem Musikvideo Lost in the B-Zone wirkte er ebenfalls mit.
Kowalski ernährte sich nach eigenem Bekunden seit 1953 vegetarisch. Erst im Alter von 79 Jahren heiratete Kowalski die 1 Jahr jüngere Theresa A. Ferrioli, die er 1998 kennengelernt hatte. Zwei Jahre später, am Abend des 8. August 2008, erlitt er während eines Klinikaufenthalts in Everett, Massachusetts, einen schweren Herzinfarkt, von dem er sich nicht mehr erholte. Am 18. August 2008 wurden die lebenserhaltenden Maßnahmen ausgesetzt und Kowalski verstarb schließlich am 30. August 2008.

## Errungene Titel
- American Wrestling Association
  - 11× Montreal International Heavyweight Championship
- Atlantic Athletic Commission
  - 1× AAC World Heavyweight Championship
- Heart of America Sports Attractions
  - 1× NWA Central States Heavyweight Championship
  - 1× NWA Iowa Tag Team Championship – mit Ripper Daniels
- Championship Wrestling from Florida
  - 1× NWA Florida Southern Heavyweight Championship
- Grand Prix Wrestling
  - 9× Grand Prix Heavyweight Championship
- International Wrestling Alliance
  - 1× IWA United States Heavyweight Championship
  - 5× IWA World Heavyweight Championship
  - 4× IWA World Tag Team Championship – 2× mit Skull Murphy, 1x mit Bill Miller, und 1× mit Mark Lewin
  - NWA Mid-Pacific Promotions
  - 1× NWA United States Heavyweight Championship (Hawaii version)
- Montreal Athletic Commission
  - 12× Montreal World/International Heavyweight Championship
- NWA All-Star Wrestling
  - 2× NWA Pacific Coast Tag Team Championship (Vancouver version) – 1× mit Ox Anderson und 1× mit Gene Kiniski
- NWA Hollywood Wrestling
  - 1× NWA Americas Heavyweight Championship
  - 1× NWA Americas Tag Team Championship – mit Kinji Shibuya
- NWA San Francisco
  - 1× NWA Pacific Coast Heavyweight Championship (San Francisco version)
  - 1× NWA Pacific Coast Tag Team Championship (San Francisco version) – mit Hans Herman
- World Class Championship Wrestling
  - 1× NWA Texas Brass Knuckles Championship
  - 1× NWA Texas Heavyweight Championship
  - 1× NWA Texas Tag Team Championship – alleine
- Stampede Wrestling
  - 2× NWA Canadian Heavyweight Championship (Calgary version)
  - 2× Stampede International Tag Team Championship – mit Jim Wright
- World Wide Wrestling Federation
  - WWWF United States Tag Team Championship (1-mal) – mit Gorilla Monsoon
  - WWWF World Tag Team Championship (1-mal) – mit Big John Studd